# Diadasia nigrifrons
Diadasia nigrifrons är en biart som först beskrevs av Cresson 1878.  Diadasia nigrifrons ingår i släktet Diadasia och familjen långtungebin. Inga underarter finns listade i Catalogue of Life.